# エルミタージュ美術館オーケストラ
エルミタージュ美術館オーケストラ（ロシア語: Оркестр Государственного Эрмитажа, 英語: The Orchestra of the State Hermitage Museum）は、ロシアのサンクトペテルブルクを本拠として活動するエルミタージュ美術館公式のオーケストラである。
現在のエルミタージュ美術館オーケストラの設立は1994年2月14日。
当時、エルミタージュ劇場には様々なオーケストラが公演を行っていたが、サンクトペテルブルク・カメラータ(St Petersburg Camerata)がその実力を認められ、正式にエルミタージュ美術館専属のオーケストラとなった。
エルミタージュ美術館オーケストラを管理するのはエルミタージュ音楽財団（Hermitage Music Academy Charity Foundation）であり、エルミタージュ美術館館長のミハイル・ピオトロフスキー(Mikhail Piotrovsky)が理事長、セルゲイ・エフトゥシェンコ(Sergey N. Evtushenko)が総監督、藤野栄介(Eisuke Fujino)がエグゼクティブ・ディレクターを務めている。
エルミタージュ美術館やエルミタージュ劇場を拠点とし、大規模な音楽祭を開催。美術品や芸術作品の前にしての演奏や、野外フェスティバル、映像とのコラボレーションなど、斬新なプログラムが非常に高い評価を得ている。